# مونتغمري (ماساتشوستس)
مونتغمري (بالإنجليزية: Montgomery, Massachusetts)‏ هي بلدة أمريكية تقع في الولايات المتحدة في مقاطعة هامبدن (ماساتشوستس). يقدر عدد سكانها بـ 838 نسمة ومساحتها 39.3 كم2 و وترتفع عن سطح البحر 320 متر.